# Дийп Форест
Дийп Форест (на английски: Deep Forest) е музикална група, състояща се от двамата френски музиканти Ерик Муке и Мишел Санчез. Те се занимават с композирането на традиционна музика като смесват различни етно мотиви с електроника, създавайки стила етно-фюжън, и допринасят за развитието на ню ейджа. През 1993 г. са номинирани за награда Грами за най-добър световен албум, а през 1996 г. печелят същата награда за албума си „Boheme“. Част от печалбите от продажбите на албумите им (над 10 милиона копия) се даряват за благотворителност. Според официална информация на личната уеб-страница на Мишел Санчез групата е в продължителна почивка, а според техния профил в MySpace вече не са с подписан договор към Sony Music Франция.

## История
Мишел Санчез решава да експериментира със смесването на традиционни племенни напеви на пигмеите Бака с модерна музика, след като чува оригинални записи, направени от етнолози. Заедно с Ерик Муке създават музикалния етно проект Дийп Форест. Дебютният им едноименен албум е издаден през 1992 г. и впоследствие е номиниран за награда Грами за най-добър албум с традиционна музика. В албума е включена изключително успешната песен „Sweet Lullaby“, която им носи популярност и се превръща в най-големия им хит, достигайки във Великобритания топ 10. Песента представлява свободна адаптация на традиционна песен от Соломоновите острови. Албумът „Deep Forest“ е танцувално ориентиран, а всички семпли в него са дигитализирани и подобрени. През 1994 г. албумът е преиздаден като издание с ограничен тираж, този път под името „World Mix“, като съдържа няколко допълнителни ремикса на „Sweet Lullaby“.
Дан Лаксман, продуцент на дебютния им албум, има желанието групата да продължи да се фокусира върху африканските елементи, но вместо това с втория си албум „Boheme“, Ерик и Мишел загърбват познатите звуци от тропическите гори и савани и се насочват към Източна Европа, представяйки на широката публика цигански песни и традиционна музика от дунавските страни (включвайки също и България). Заради стиловата промяна в звученето на групата Лаксман решава сам да се заеме с продължаването на идеята за съвременното звучене на африканската музика, този път създавайки проекта Pangea. Впоследствие се оказва, че френското дуо не е сбъркало с промяната: „Boheme“ става техният най-успешен албум, който също така печели и награда Грами за най-добър световен албум. Семплите за този албум са доста по-широко използвани, като този път се ползват цели текстове, а не само отделни думи и/или фрази както дотогава.
Дуото също така работи върху продуцирането и ремиксирането на песните от албума „Undecided“ от 1994 г. на сенегалския певец Юсу Н'Дур. Албумът включва и няколко дуетни изпълнения с Нене Чери, а дуетната им песен „Seven Seconds“ се оказва големият успех за Н'Дур. Същата година Дийп Форест ремиксират песните на Джон Андерсън („Deseo“), Apollo 440 („Liquid Cool“) и Сезария Евора („My Fatigue is Endless“). През 1996 г. групата работи заедно с Питър Гейбриъл върху съвместната песен „While the Earth Sleeps“. За основа на тази песен служи българска народна песен, а в изпълнението на Питър Гейбриъл партнира певицата Катя Петрова.
Последвалият трети албум „Comparsa“ е ориентиран към музиката от Испания, Португалия и цяла Латинска Америка. Музиката в този албум е по-оживена и празнична. Последната песен от албума „Media Luna“, която е издадена и като самостоятелен сингъл, представлява дует между сирийския певец Абед Азрей и испанската изпълнителка Ана Тороха. През 1999 г. излиза и единственият албум със записи на живо, направени по време на един техен концерт в Япония (оттам и името на диска – „Made in Japan“). Въпреки че песните включени в албума са от предните три, всички те са с нови, доста често по-дълги, интерпретации, направени по време на изпълненията на живо. Същата година Дийп Форест работят с Шеб Мами и Катрин Лара върху песента „L'Enfant Fleur“, която е включена във френската кампания Sol En Si, занимаваща се с подпомагането на семейства с членове, заразени с ХИВ.
През декември 2000 г. дуото композира музиката към френския филм „Le Prince du Pacifique“, като саундтракът е издаден под името „Pacifique“. Този албум е завръщане към по меланхоличното и еймбиънт звучене на групата, познато от „Boheme“, с повече пиана и синтезирани спокойни музикални структури, традиционни песни от островите от Тихия океан и електронни барабани.
Четвъртият албум на Дийп Форест – Music Detected – излиза през 2002 г. и е доста положително приет от критиците, които отбелязват обръщането на групата към Далечния изток и Ориента. Албумът отбелязва и съществена промяна в звученето на дуото от денс към повече рок. За първи път техен албум включва и англоезични текстове.
През 2002 г. излиза компилацията с най-доброто на Дийп Форест „Essence of the Forest“, която включва подобрени версии на повечето им популярни песни.
През 2004 г. дуото композира втория си саундтрак, този път за японския филм „Ran“.

## Странични проекти
Освен че се занимават с проекта Дийп Форест, Санчез и Муке участват и в множество странични проекти и имат самостоятелно издадени албуми. Санчез е издал два соло албума, като също така е продуцирал и успешния дебют на камерунския изпълнител Уес Мадико. Муке от своя страна е създател на бретонската група Dao Dezi, има съвместен проект с Катрин Лара и се занимава с музиката на проекта Throgal.

## Концерти
Първият концерт, който Дийп Форест изнасят, е през 1996 г. на събранието на Големите 7 в Лион, Франция. Оттам насетне продължават със световното си турне „Deep Forest'96“, изнасяйки редица концерти в страни като Франция, Унгария, Гърция, Австралия, Япония, Полша и САЩ. След завършването на албума се осъществява световното турне „Deep Forest'98“. След като приключва с това турне, групата има спорадични концертни изяви. Един от най-популярните им концерти по време на серията от концерти в Япония, част от музикалната програма Image, е записан и издаден от групата като „албум на живо“.

## Дарения
Процент от приходите на Дийп Форест от дебютния им албум са дарени на Пигмейския Фонд, създаден, за да помогне на пигмеите в Демократична република Конго в прехода им от номадски към заседнал земеделски живот и за подобряването на системата им за здравеоопазване. Част от приходите от албума „Boheme“ са дарени на фондацията Gyoörgy Martin, която има за цел опазването и съхраняването на ромската култура в Унгария. Дийп Форест също така активно подкрепят асоциацията Sana Madagascar, чиято основна цел е защита на околната среда, запазване на ценни инструменти и записи, които ще позволят съхраняването на културата на малгашите в Мадагаскар.

## Музика

### Албуми
- „Deep Forest“ (1992)
- „Boheme“ (1995)
- „Comparsa“ (1997)
- „Pacifique“ (2000)
- „Music Detected“ (2002)
- „Kusa No Ran“ (2004)

### Сингли
- 1992 – „Deep Forest“ / UK #20
- 1992 – „Sweet Lullaby“ / UK #10
- 1992 – „White Whisper“
- 1993 – „Forest Hymn“
- 1994 – „Savana Dance“ / UK #28
- 1995 – „Boheme“
- 1995 – „Boheme (The Remixes)“
- 1995 – „Marta's Song“ / UK #26
- 1995 – „Marta's Song (The Remixes)“
- 1996 – „While the Earth Sleeps“
- 1996 – „Bohemian Ballet“
- 1997 – „Freedom Cry“
- 1997 – „Madazulu“
- 1998 – „Media Luna“
- 1998 – „Noonday Sun“
- 1999 – „Hunting (Live)“
- 1999 – „Sweet Lullaby (Live)“
- 2000 – „Pacifique“
- 2002 – „Endangered Species“
- 2002 – „Will You Be Ready“

### Други издания
- „World Mix“ (1994)
- „Made in Japan“ (1999)
- „Essence of Deep Forest“ (2003)
- „Essence of the Forest“ (2004)